# Rugby Club La Hulpe
 (octobre 2021).
Si vous disposez d'ouvrages ou d'articles de référence ou si vous connaissez des sites web de qualité traitant du thème abordé ici, merci de compléter l'article en donnant les références utiles à sa vérifiabilité et en les liant à la section « Notes et références ».
Le Rugby Club La Hulpe est un club de rugby à XV belge, fondé en 1969 évoluant lors de la saison belge de rugby à XV 2021-2022 en Seniors Division 1, soit le plus haut niveau national belge de rugby à XV.
Le club est le champion de Belgique en titre, en 2022, tant chez les hommes que chez les dames. Le club a également gagné la coupe de Belgique en 2017 et a gagné le championnat de 2e division à quatre reprises entre 1987 et 2014, avant de monter en 1re division.

## Historique
L'équipe Senior coachée par Alex Pallaci a gravi les échelons nationaux au fil des années pour obtenir un premier titre national de division 1 en 2019. En effet, lorsqu'il repris le staff de l'équipe senior en 2010, celle-ci vivotait dans le ventre mou de la D3. En 2011, fort d'un contingent de joueurs juniors montant, il commencera à bâtir les fondations de l'équipe capable de faire remonter le club à l'affiche du rugby belge. Cette année, en tant que coach des U19, il remporta un premier titre de champion de Belgique pour la Hulpe dont une majorité de joueurs deviendront partie intégrante de l'effectif senior les années suivantes. 
En avril 2012, l'équipe senior remporta le titre de champion de Belgique de Division 3 et accéda à l'échelon supérieur. Il fallut deux années au club en D2 afin d'accéder à la D1. 
En septembre 2014, la Hulpe accède à la première division nationale. 
En 2019, le club gagne son premier championnat de Belgique Seniors.

## Joueurs emblématiques
Les joueurs ayant déjà été sélectionnés pour l'équipe nationale sont suivis du maillot des diables noirs 
Entre parenthèses le poste occupé.
- Robin Vassart (7)
- Ryan Godsmark (9,12)
- Louis de Moffarts (10,12)
- Mathieu Cloos (6,7)
- Harold De Moffarts (2)
- Antoine Vassart (10,15)
- Jean Sebastien de Halleux (3)
- Olivier Le Clercq (5)
- Keran Caro (8)
- Gaspard Lalli (15,14)
- Gaetan Kabasele (13,11)
- Hugues Bastin (7)
- Mathieu Taulele (12,13,6,7,8)
- Pierre Izopet (1)
- Maxime Bruyère (6, 7, 8, 9, 11, 12, 13, 14,15)
- Tanguy Bonaventure (4, 5)
- Sebastien Wyngaerden (Muntjac)
- Martin Van Canneyt (13, 14)
- Benoit Picot (15)
- Mathieu Lust (3)

## Catégories
Le club aligne en 2022 des équipes dans les catégories suivantes :
- Men Senior (1, 2 et 3) ;
- Ladies Senior (1 et 2) ;
- Seven Men & Ladies ;
- Rugby-fauteuil ou handi-rugby[3] ;
- Touch rugby.

Il dispose également d'une école de rugby, pour les catégories U6 à U12 et d'une académie, pour les catégories U14 à U18.
Depuis 2010, le club évolue sur un terrain synthétique.